# Гёразыллы
Гёразыллы (азерб. Gorazıllı) — село в Каракёллунской административно-территориальной единице Физулинского района Азербайджана.

## География
Село Гёразыллы расположено на предгорной равнине, в 13 км к югу от города Физули.

## Топонимика
Исследователи полагают, что название села является этнотопонимом и происходит от названия поколения гёразыллы.

## История
В годы Российской империи село Геразиллу входило в состав Джебраильского уезда Елизаветпольской губернии.
В советские годы село было расположено в Физулинском районе Азербайджанской ССР. В результате Первой карабахской войны в августе 1993 года перешло под контроль непризнанной Нагорно-Карабахской Республики.
9 октября 2020 года Президент Азербайджана Ильхам Алиев заявил об «освобождении от оккупации» войсками Азербайджана ряда населённых пунктов: населённого пункта Гадрут в Нагорном Карабахе и сёл Чайлы Тертерского района, Кышлак, Караджалы, Эфендиляр, Сулейманлы Джебраильского района, Цур Ходжавендского района, Юхары Гюзляк и Гёразыллы Физулинского района. Алиев назвал это исторической победой.

## Население
По данным «Свода статистических данных о населении Закавказского края, извлеченных из посемейных списков 1886 года» в селе Геразиллу Каракеллинского сельского округа Джебраильского уезда Елизаветпольской губернии было 43 дыма и проживало 274 азербайджанца (указаны как «татары»), которые были суннитами по вероисповеданию и крестьянами.